# Sirino (obwód wołogodzki)
Sirino (ros. Сирино) – wieś w Rosji, w rejonie kiczmiengsko-gorodieckim obwodu wołogodzkiego. W 2010 r. liczyła 75 mieszkańców.